# Fran Clough
Pas d'image ? Cliquez ici

a Compétitions nationales et continentales officielles uniquement.

b Matchs officiels uniquement.
Dernière mise à jour le 30 novembre 2024.
Francis John Clough, est né le 1er novembre 1962 à Wigan (Angleterre). C’est un joueur de rugby à XV, qui joue avec l'équipe d'Angleterre de 1986 à 1987, évoluant au poste de trois-quarts centre. 

## Carrière

### En équipe nationale
Il a eu sa première cape internationale le 1er mars 1986, à l'occasion d'un match contre l'équipe d'Irlande. 

## Palmarès
- 4 sélections avec l'équipe d'Angleterre
- Sélections par année : 2 en 1986, 2 en 1987
- Tournoi des Cinq Nations disputé : 1986
- Participation à la Coupe du monde 1987 (2 matchs, 1 comme titulaire)